# Aho Shemunkasho
Aho Shemunkasho (* 1969 in Beth Debe) ist ein syrisch-orthodoxer Theologe.

## Leben
Er legte das Abitur an der Marienschule der Ursulinen in Bielefeld 1990 ab. Dem Studium der Theologie an der Theologischen Fakultät Paderborn mit Abschluss Diplom-Theologe 1995 folgte ein Master- und Doktoratsstudium in Syrologie bei Sebastian P. Brock an der Universität Oxford (MSt 1996; DPhil 2000).
Wissenschaftliche Hilfskraft am Lehrstuhl für Altes Testament (1992) und im Allgemeinen Studierendenausschuss (1992–1995) war er an der Theologischen Fakultät Paderborn. Im Graduate Student Committee am Oriental Institute der University of Oxford war er von 1998 bis 1999. Er koordinierte den syrisch-orthodoxen Religionsunterricht in Nordrhein-Westfalen (2000–2006). Als wissenschaftlicher Mitarbeiter forschte er am Projekt Polyglotter Studientext des Buches Ben Sira an der Universität Salzburg (2002–2005). Von 2006 bis 2010 lehrte er als Universitätsassistent am Fachbereich Bibelwissenschaft und Kirchengeschichte in Salzburg, wo er von 2010 bis 2014 Assistenzprofessor war. Seit 2014 lehrt er als Professor für Geschichte und Theologie des syrischen Christentums, zudem bietet er ab dem Wintersemester 2015/2016 den neuen Universitätslehrgang Master of Arts in Syriac Theology an.
Er wurde durch Stipendien, Stiftung Pro Oriente (Wien), DAAD (Bonn), Dolabani Funding (Oxford), gefördert. Seine Arbeitsschwerpunkte sind orientalische Patristik, Hagiographien, Spiritualität, Liturgie und Ökumene. Er ist Mitglied: International Society for the Study of Deuterocanonical and Cognate Literature (Salzburg), Pro Oriente Forum Syriacum (Wien), Arbeitsausschuss von Pro Oriente Salzburg, Fundatio Nisibinensis (Heidelberg), Zentrum zur Erforschung des Christlichen Ostens – ZECO (Salzburg).

## Schriften (Auswahl)
- Healing in the theology of Saint Ephrem (= Gorgias dissertations. Near Eastern studies. Band 1). Gorgias Press, Piscataway 2002, ISBN 1-931956-13-8 (zugleich Dissertation, Oxford 2000).
  - Healing in the theology of Saint Ephrem (= Gorgias dissertations. Near Eastern studies. Band 1). 2. Auflage, Gorgias Press, Piscataway 2004, ISBN 1-59333-156-8 (zugleich Dissertation, Oxford 2000).
- Konsekration und Konsekrationsgeschehen in der syrischen eucharistischen Anaphora und in der Liturgie der anderen Mysterien. (= Bibliotheca Nisibinensis. Band 2). Gorgias Press, Piscataway 2008, ISBN 159333849X (zugleich Diplomarbeit, Paderborn 1995).
- Jacob of Serugh and His Influence on John of Dara As Exemplified by the Use of Two Verse-homilies. Gorgias Press, Piscataway 2012, ISBN 1463200978.